# Södra Finlands krigsveterandistrikt
Södra Finlands krigsveterandistrikt r.f., även kallat Södra Finlands veterandistrikt r.f., var till 2025 ett av de 22 distrikten inom Finlands krigsveteranförbund. Södra Finlands veterandistrikt inrättades 1967. Distriktet var svenskspråkigt.
Distriktet läggs efter eget beslut ner under första halvåret 2025, liksom Finlands krigsveteranförbund. Verksamheten fortsättes av Traditionsföreningen Eklövet i Södra Finland r.f.

## Veteranposten
Södra Finlands veterandistrikt utgav sedan 1984 tidskriften Veteranposten i Helsingfors med sex nummer årligen. Ansvarig utgivare och redaktionsrådsledare var Carl‑Johan Nummelin.